# Россошиця
Россошиця (пол. Rossoszyca) — село в Польщі, у гміні Варта Серадзького повіту Лодзинського воєводства.
Населення — 525 осіб (2011).
У 1975-1998 роках село належало до Серадзького воєводства.

## Демографія
Демографічна структура станом на 31 березня 2011 року:
|          | Загалом | Допрацездатний вік | Працездатний вік | Постпрацездатний вік |
| -------- | ------- | ------------------ | ---------------- | -------------------- |
| Чоловіки | 233     | 47                 | 163              | 23                   |
| Жінки    | 292     | 43                 | 183              | 66                   |
| Разом    | 525     | 90                 | 346              | 89                   |